# اس ام اس كروسر كيرفيرست (1913)
اس ام اس كروسر كيرفيرست كانت ثاني سفينة حربية من 4 سفن كونيغ كلاس من ضمن البحرية الامبراطورية الألمانية خلال الحرب العالمية الأولى. وضعت في أكتوبر 1911 وانطلقت في 5 مايو 1913.  وكلت بمهمة بصورة رسمية في البحرية الامبراطورية في 30 يوليو 1914 أيام قبل اندلاع الحرب بين ألمانيا وبريطانيا.
جنبا إلى جنب مع أشقائها السفن الثلاثة، كونيغ، ماركراف، وكرونبرنز، شاركت كروسر في معظم انشطة الأسطول خلال الحرب، بما في ذلك معركة جوتلاند في 31 مايو و1 يونيو 1916. وتعرض السفينة لإطلاق نار كثيف في جوتلاند ولكن لم تتضرر بشكل خطير. وقصفت المواقع الروسية خلال عملية البيون في سبتمبر وأكتوبر 1917. وشاركت في عدد من الحوادث أثناء الخدمة الوظيفية لها. اصطدمت مع كونيغ وكرونبرنز، ضُربت بطوربيد مرة واحدة، واصطدمت بلغم.
بعد هزيمة ألمانيا والتوقيع على الهدنة في نوفمبر تشرين الثاني عام 1918، كروسر كيرفيرست ومعظم السفن الرئيسية لأسطول البحار العليا اعتُقلوا  من قبل البحرية الملكية في ممر سكابا. تم نزع سلاح السفن واقتصر على الحد الادنى من الاطقم في حين أن قوات الحلفاء تفاوضت على الصيغة النهائية لمعاهدة فرساي. يوم 21 يونيو عام 1919، قبل أيام من توقيع المعاهدة، أمر قائد الأسطول، الأميرال لودفيغ فون رويتر، لضمان أن البريطانيين تستولي على السفن. في عام 1938 حُولت إلى الخردة وتم تحطيمها.

## البناء والتصميم

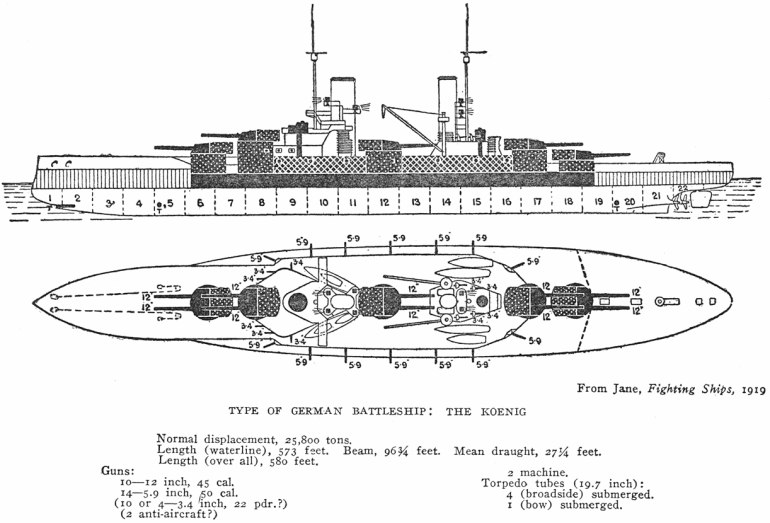
المخطط ومنظر علوي لسفينة صنف كونيغ من سفن جين المقاتلة 1919

كروسر كيرفيرست كانت تحمل اسم مؤقت ارساتز كيرفيرست فريدريش فيلهلم وبنيت في حوض بناء السفن أي جي فولكان في حوض السفن في هامبورغ  برقم الإنشاء 4. وضعت لها العارضة في أكتوبر 1911 وأطلق سراحها في 5 مايو 1913. وفي حفل التدشين لها، الأمير أوسكار من بروسيا عمد السفينة. وبسبب التوترات السياسية المتصاعدة في أوروبا في منتصف عام 1914، تم تسريع أعمال البناء النهائي، لذلك أجريت أول مجموعة من تجارب ترسانات بناء السفن في 15 تموز، واكتمل العمل في 30 يوليو، في اليوم الذي تم تكليفها في أسطول أعالي البحار. كلفت حكومة الامبراطورية الألمانية 45 مليون مارك ذهبي. 
بلغ وزنها 25796 طن (25389 طن طويلة) كما بنيت و28600 طن (28100 طن طويلة) محملة بالكامل، ويبلغ طولها 175.4 متر (575 قدم و6 انج)، عرضها من 19.5 متر (64 قدم) وهيكلها 9.19 متر (30 قدم 2 انج). كانت تعمل بثلاثة توربينات AEG-فولكان (توربينات البخار)، كل واحد منها يقود دفه المروحة وضعت وتولد 44483 قوة حصانية (33171 كيلوواط) وتسفرعن سرعة قصوى تصل إلى 21.2 عقدة (39.3 كلم / ساعة، 24.4 ميلا في الساعة). تم تزويد البخار عن طريق ثلاثة محطات وقود (تعمل بالنفط) و12 (تعمل بالفحم) المراجل شولتز-ثورنيكروفت تعمل بسرعة تصل إلى 16 جو. وكانت السفينة لديها نطاق من 8000 ميل بحري (15,000 كلم، 9200 ميل) بسرعة ابحار من 12 عقدة (22 كم / ساعة، و14 ميلا في الساعة). كان لديها طاقم من 41 ضابطا و1095 بحارا مجند.
كانت مسلحة مع عشرة مدافع 30.5 سم (12.0 انج) - SK L / 50  مرتبة في خمسة أزواج: اثنان أبراج - superfiring (تعني برجين على التوازي واحد خلف الآخر والبرج الثاني اعلى من الأول) واحد في الأمام واخر في الخلف وبرج واحد وسط السفينة بين الاثنين. وتألف التسلح الثانوي من أربعة عشر مدفعية سريعة الإطلاق 15 سم (5.9 انج) - SK L / 45، ستة 8.8 سم (3.5 انج) - SK L / 45 مدافع لاستخدام الأسطح وأربعة 8,8 سم مضادة للطائرات وخمسة 50 سم (20 انج) أنابيب طوربيد تحت الماء، واحدة في القوس واثنان في كل عارضة. حزام السفينة المدرع الرئيسي بسمك 350 ملليمتر (14 انج). سطح السفينة بسمك 30 ملم (1.2 انج). وأبراج البطارية الرئيسية وسطح الرفع الأمامي بسمك 300 ملم (12 انج) مكون من لوحات من الصلب.

## تاريخ الخدمة
بعد وضعها في الخدمة في يوليو 1914، خضع كروسر لتجارب بحرية في بحر البلطيق. وكانت أول عملية قتالية للسفينة في غارة على يارموث في 2-3 نوفمبر 1914. الغارة شنتها  المقاتلات الرئيسية لمساعد نائب الاميرال فرانز فون هيبر. . بعد قصف وجيز، انسحب الأسطول الألماني إلى الميناء. في 7 ديسمبر كروسر لم تتعرض إلى أية أضرار عندما اصدمت بطريق الخطأ بشقيقتها كونيغ.
عمليته الثانية، الغارة على سكاربورو، حوض هارتل ويتبي، في 15-16 ديسمبر كانون الأول. في مساء اليوم 15، وصل الأسطول الحربي الألماني المكون من حوالي اثني عشر مدرعة وثمانية شبه مدرعة  (19 كم؛ 12 ميل) من سرب معزول من ستة بوارج البريطانية. ومع ذلك، مناوشات بين  المدمرة الخصم في الظلام أقنعت الأدميرال فريدريش فون انغينهل، قائد الأسطول، أنه يواجه  الأسطول الكبير بأكمله. بناء على أوامر من القيصر فيلهلم الثاني لتجنب المخاطرة بالأسطول دون داع، فض فون انغينهل الاشتباك وعاد إلى ألمانيا.
في 22 كانون الثاني 1915، تم فصل كروسر وبقية السرب الثالث من الأسطول لإجراء مناورة، اختبار المدفعية، والطوربيد في بحر البلطيق. عادوا إلى بحر الشمال في 11 فبراير، في وقت متأخر جدا لمساعدة الكشافة المجموعة الأولى في معركة دوغر. بعد فقدان SMS بلوخر في معركة دوغر، عزل القيصر فون انغينهل من منصبه يوم 2 فبراير. الأميرال هوغو فون بول حل محله قائدا للأسطول. ثم شاركت كروسر في عدة غارات في بحر الشمال. يوم 29 مارس، أبحرت مع الأسطول إلى تيرشخيلينج دون أي تماس مع العدو. في 22 نيسان، مرة أخرى لم تحدث أي نتيجة. في 23 نيسان، عاد السرب الثالث إلى بحر البلطيق لجولة أخرى من المناورات التي استمرت حتى 10 مايو.
شاركت  في وقت مبكر الأسطول في بحر الشمال في الفترة من 29 حتى 31 مايو والتي انتهت دون قتال. غطت عملية زرع الألغام في 11-12 سبتمبر قبالة تيكسل. وجاء تقدم آخر اخر في 23-24 أكتوبر دون أي احداث.

### معركة جوتلاند

الخرائط التي تبين المناورات الألمانية (الأحمر) الأساطيل البريطانية (الأزرق) يوم 31 مايو - 1 يونيو 1916

تمكن أسطول أعالي البحار من ضرب القوات البريطانية الخفيفة دون لفت انتباه بوارج جليكو، ومن ثم وصل إلى الشعاب المرجانية في الساعة 04:00 يوم 1 يونيو. من هيلغولاند، كروسر دخلها الكثير من المياه، الأمر الذي اضطرها للحد من السرعة. سقطت من التشكيل، لكنها عادت في وقت لاحق لتلتحق بالأسطول خارج المرسى الطبيعي شيلينغ. عند بلوغ فيلهلمسهافن، غادرت كروسر إلى الميناء في حين اتخذت عدة سفن حربية أخرى مواقع دفاعية خارج المرسى الطبيعي. تم نقل السفينة إلى هامبورغ للإصلاح في الرصيف العائم AG فولكان. تم الانتهاء من أعمال الترميم في16 يوليو تموز. في سياق المعركة، أطلقت كروسر ما مجموعه 135 قذيفة من بطاريتها الرئيسية، و216 طلقة من طراز مدفعية 15 سم. بينما أصيبت بثماني قذائف من العيار الكبير، الذي أسفر عن مقتل خمسة عشر رجلا وجرح عشرة.